# Río Sups
El río Sups (en ruso: Супс, que en adigué significa "buena agua") es un río del krai de Krasnodar y la república de Adiguesia, en Rusia, afluente por la izquierda del río Kubán (en la actualidad el Sups no llega al Kubán, acaba en el embalse Oktiabrskoye, 7 km antes de que llegue a este último río).

## Curso
Nace en la cordillera menor de Jrebta Pshaf, a unos 300 m de altura, 5 km al sudoeste de Kaluzhskaya, en el krai de Krasnodar. Discurre en dirección predominantemente norte en todo su curso. En sus márgenes se encuentran las localidades de Oazis, Otradni, Apostolidi y Supovski.